# Хроника Второй мировой войны (ноябрь 1939 года)

## 1 ноября1939 года(среда). 62-й день войны
Пятая сессия Верховного Совета СССР. Принятие Западной Украины и Западной Белоруссии в состав Союза Советских Социалистических Республик и воссоединение их с Украинской и Белорусской ССР.

## 3 ноября1939 года(пятница). 64-й день войны
Советское и Германское правительства подписывают соглашение о переселении немецкого населения (нем. Volksdeutsche) из Западной Украины, а также украинцев, белорусов, русских и русинов из Генерал-губернаторства.

США отменяют запрет на вывоз оружия.

## 4 ноября1939 года(суббота). 65-й день войны
Принятие конгрессом США поправки к закону о нейтралитете, допускающей продажу воюющим странам оружия и военных материалов при условии его вывоза на собственных судах этих стран.

## 6 ноября1939 года(понедельник). 67-й день войны
Весь преподавательский состав университета в Кракове направлен в концентрационный лагерь

## 7 ноября1939 года(вторник). 68-й день войны
Странная война. Посреднические мирные предложения бельгийского короля и нидерландской королевы к Германии, Франции и Великобритании.

Из-за погоды намечавшийся ранее переход в наступление немецких войск перенесён с 12 на 15 ноября.

## 8 ноября1939 года(среда). 69-й день войны
Иоганн Георг Эльзер совершает неудачную попытку убить Гитлера.  Заключённый в лагерь Дахау, Эльзер был там убит 9 апреля 1945 г.

## 11 ноября1939 года(суббота). 72-й день войны
Странная война. Визит в Лондон премьер-министров доминионов Великобритании для координации военных усилий империи.

Генерал-губернатор Ганс Франк отдаёт распоряжение о расстреле всех жителей домов, на которых появлялись плакаты, напоминающие о дне восстановления Польского государства 11 ноября 1918 года
Финская народная армия.  С 11 ноября 1939 началось формирование первого корпуса «Финской народной армии» (первоначально 106-я горнострелковая дивизия), который укомплектовывался финнами и карелами (советскими гражданами), служившими в войсках Ленинградского военного округа.

## 13 ноября1939 года(понедельник). 74-й день войны
Прекращение советско-финских переговоров.

## 14 ноября1939 года(вторник). 75-й день войны
Японо-китайская война. С 14 по 25 ноября японцы предприняли десантирование 12-тысячной войсковой группировки в районе Панкхоя. В ходе Панкхойской десантной операции и последовавшего наступления японцам удалось овладеть городами Панкхой, Циньчжоу, Дантонг.

## 15 ноября1939 года(среда). 76-й день войны
Странная война. Битва за Атлантику. 15 ноября 1939 года тяжёлый крейсер Deutschland был вынужден вернуться в Германию из-за проблем с силовой установкой и неисправности бортового гидросамолёта.

## 16 ноября1939 года(четверг). 77-й день войны
Генерал фельдмаршал Геринг приказывает усилить привлечение польской рабочей силы для работы в Германии

## 17 ноября1939 года(пятница). 78-й день войны
В оперативной директиве НКО СССР № 0205/оп, от 17 ноября 1939 года, направленной Военному Совету ЛВО, содержались так же и указания командованию 7-й армии.
Странная война. Утверждение верховным советом союзников плана «Диль».

## 18 ноября1939 года(суббота). 79-й день войны
Генерал Бласковиц докладывает Гитлеру о зверствах полиции и зондеркоманд СС в Польше

Евреи области Кракова должны с 1 ноября носить отличительную звезду Давида.
Странная война. При следовании через Канал голландский пассажирский корабль подрывается на мине. 84 человека погибли.

## 20 ноября1939 года(понедельник). 81-й день войны
Директива Политического управления Красной Армии о воспитательной работе и политических занятиях с красноармейцами и младшими командирами в 1939/40 учебном году.

## 21 ноября1939 года(вторник). 82-й день войны
Военный Совет ЛВО в своей директиве за № 4717сс/ов, от 21 ноября 1939 года, поставил боевые задачи 7, 8, 9 и 14 армиям и предупредил, что переход в наступление будет произведён только по получении особого приказа.
В своих переговорах с Финляндией Советское правительство предлагало в обмен на территорию Карельского Перешейка и право аренды полуострова Ханко для организации там военной базы значительно большую территорию в центральной Карелии. Финское правительство отказалось, и Молотов обозвал его «гороховыми шутами».
Странная война. У берегов Шотландии у залива Фирт оф форт получает тяжёлые повреждения от взрыва на мине крейсер «Белфаст»

## 24 ноября1939 года(пятница). 85-й день войны
Японо-китайская война. В ходе Панкхойской десантной операции и последовавшего наступления 24 ноября, после ожесточённых боёв японцам удалось овладеть городом Наньин. Однако наступление на Ланьчжоу было остановлено контратакой 24-й армией генерала Бай Чунси, и японская авиация приступила к бомбардировкам города.

## 26 ноября1939 года(воскресение). 87-й день войны
Советское правительство вручило Финляндии ноту протеста против якобы совершенного с финской стороны обстрела советской пограничной заставы около Майнила. Но финское правительство сообщило, что в данном месте не имелось орудий, пригодных для такого обстрела. Кроме того, по данным финской звукометрической разведки стрельба велась с Советской территории из района Сертолова и Черной речки, где недалеко от Ленинграда располагались крупные контингенты Красной Армии. Тем не менее, финны предложили созвать компетентную комиссию для расследования пограничного инцидента.
Финская народная армия. К 26 ноября в корпусе насчитывалось 13 405 человек.
Японо-китайская война. Зимнее наступление. План наступления в Северном Китае. Подготовка к наступлению была завершена 26 ноября 1939 года. Вспомогательные атаки должны были состояться в конце ноября, основные — в начале декабря.

## 27 ноября1939 года(понедельник). 88-й день войны
Странная война. Король Англии Георг VI подписывает декрет о запрете экспорта в Германию. Это мероприятие поддерживает и Франция

## 29 ноября1939 года(среда). 90-й день войны
Советский Союз разрывает дипломатические отношения с Финляндией.
Инцидент в Алакуртти. По мнению некоторых авторов ночью 29 ноября 1939 года около пограничной станции Саллы Алакуртти советский военный оркестр в полном параде исполнял «Интернационал» и ещё некоторые военные песни, чем приводил в недоумение финнов.

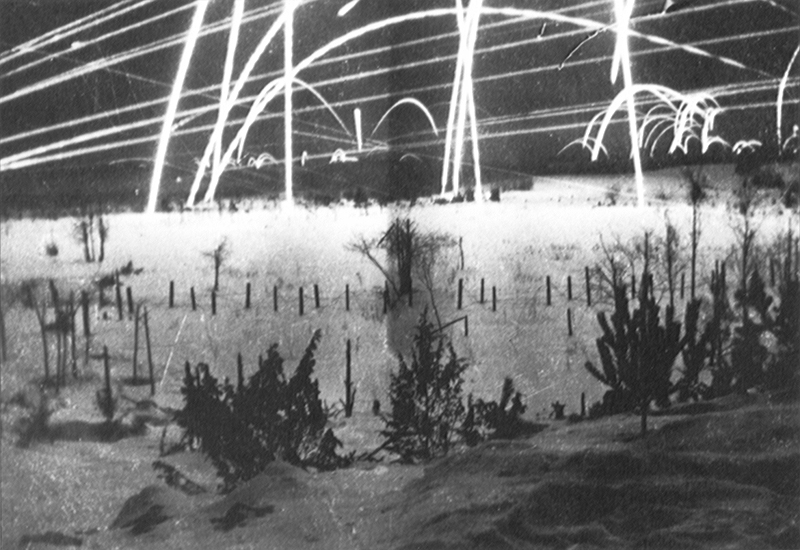
Сигнальные ракеты над советско-финляндской границей, первый месяц войны

Война. После разрыва дипломатических отношений правительство Финляндии начало эвакуацию населения из приграничных областей, в основном с Карельского перешейка и Северного Приладожья. Основная часть населения собиралась в период 29 ноября — 4 декабря.

## 30 ноября1939 года(четверг). 91-й день войны
Советско-финская война.

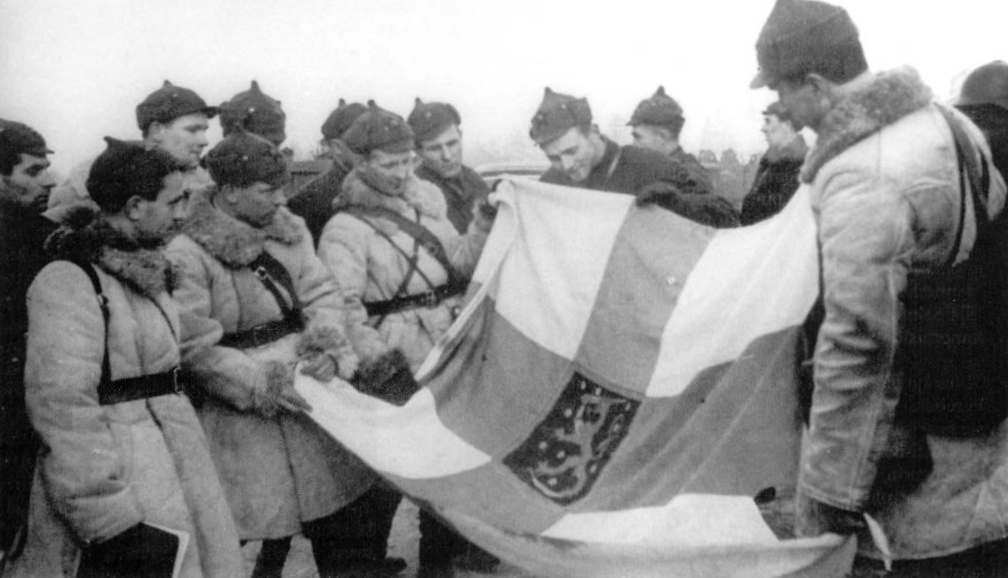
Группа красноармейцев с захваченным флагом Финляндии

Финский президент провозглашает состояние войны с Советским Союзом. Начинается советско-финская война (30 ноября 1939 года — 12 марта 1940 года)

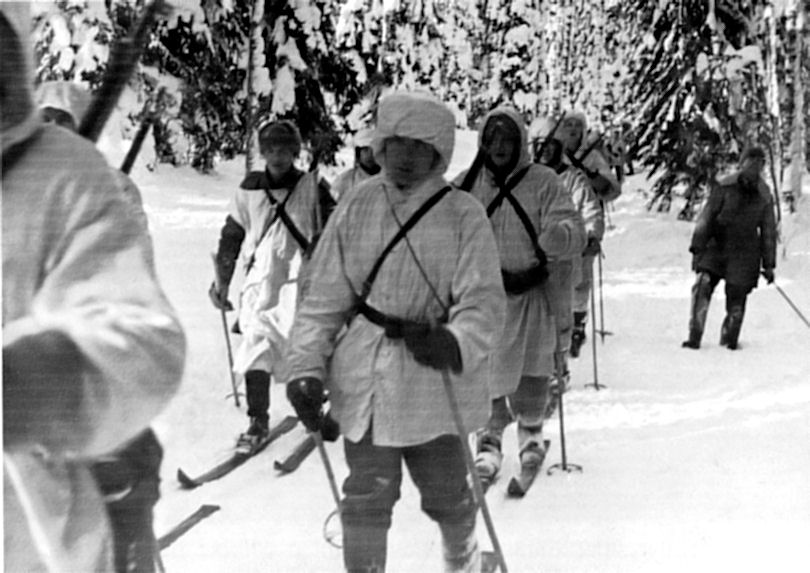
Финский отряд лыжников

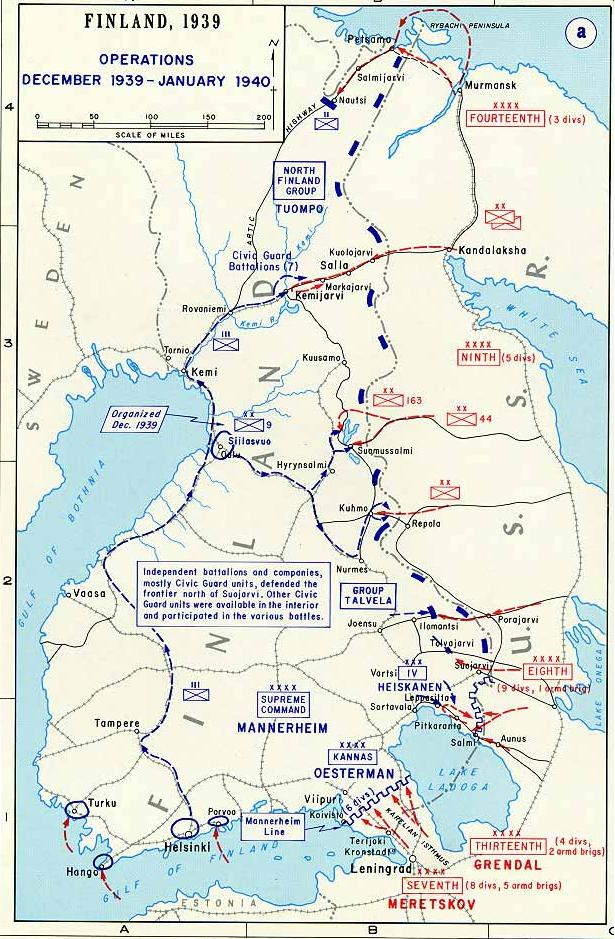
Схема военных действий в декабре 1939 — январе 1940 года

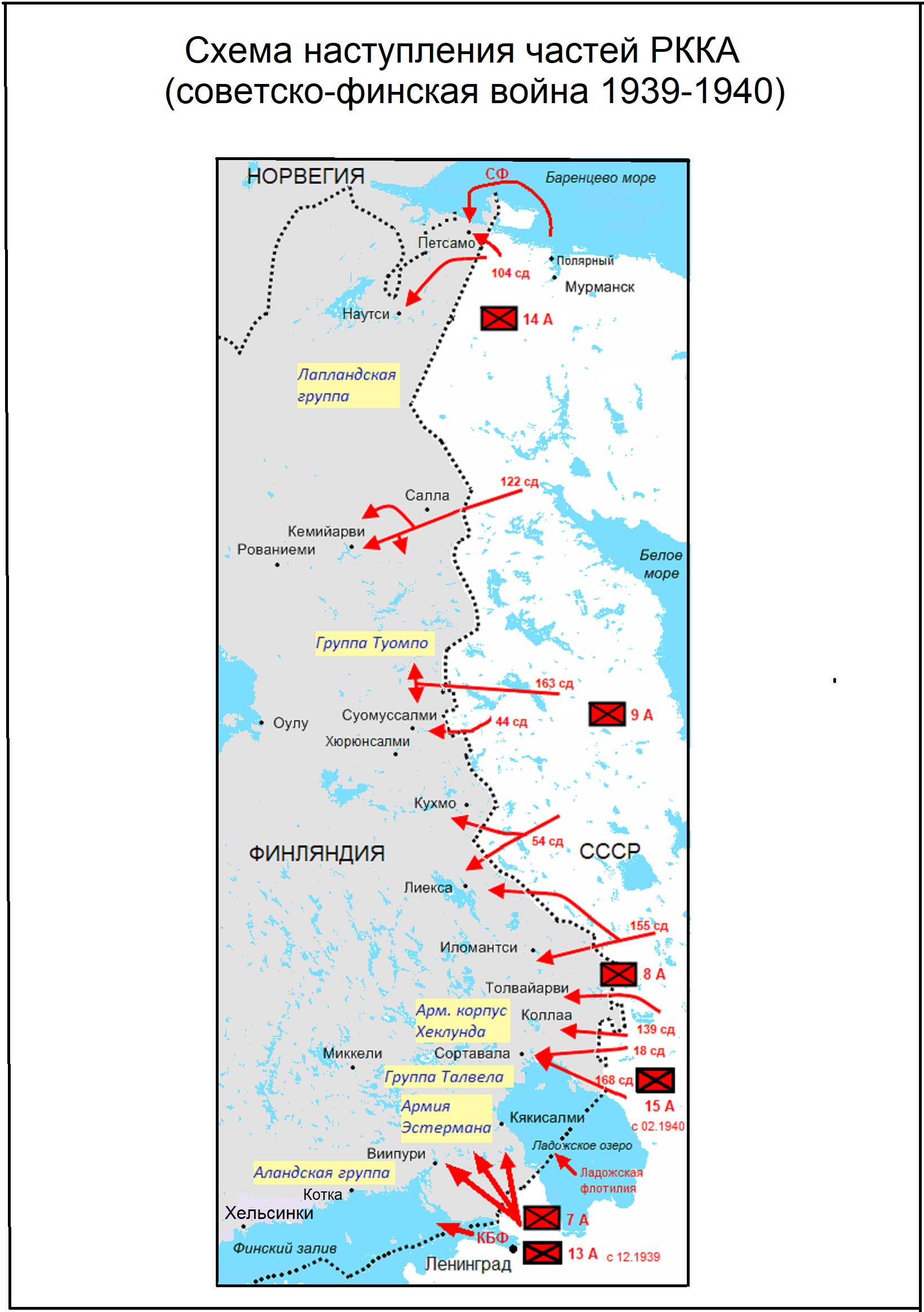
Схема наступления частей Красной армии в декабре 1939 года

Начало боёв. Первым этапом войны обычно считают период с 30 ноября 1939 года по 10 февраля 1940 года. На этом этапе велось наступление частей Красной армии на территории от Финского залива до берегов Баренцева моря.
Группировка советских войск состояла из 7-й, 8-й, 9-й и 14-й армий. 7-я армия наступала на Карельском перешейке, 8-я — севернее Ладожского озера, 9-я — в северной и средней Карелии, 14-я — в Петсамо.
Наступлению 7-й армии на Карельском перешейке противостояла Армия перешейка (Kannaksen armeija) под командованием Хуго Эстермана. Для советских войск эти бои стали наиболее тяжёлыми и кровопролитными. Советское командование имело лишь «отрывочные агентурные данные о бетонных полосах укреплений на Карельском перешейке». В результате этого выделенные силы для прорыва «линии Маннергейма» оказались совершенно недостаточными. Войска оказались полностью неготовыми для преодоления линии ДОТов и ДЗОТов. В частности, было мало крупнокалиберной артиллерии, необходимой для уничтожения ДОТов.
С началом операции (Зимней войны) 7-я армия в 8 часов 30 минут 30 ноября 1939 года после 30-ти минутной артиллерийской подготовки начала наступление, перейдя государственную границу СССР с Финляндией на Карельском перешейке, в полосе 110 км, имея в своем составе 169 000 человек личного состава (л/с), 1286 орудий и 1490 танков.
К 30 ноября 1939 г. из числа личного состава войск Карельского УР (пятнадцать отдельных пулемётно-артиллерийских батальонов) был сформирован отдельный отряд Карельского УР, который в составе 19-го стрелкового корпуса 7-й армии принял активное участие в боевых действиях на Карельском перешейке.
30 ноября 1939 года 70-я стрелковая дивизия 19-го стрелкового корпуса пересекла границу Финляндии и атаковала финские войска в направлении Терийоки (Зеленогорск) — Терваполтто — Пухтола (Решетниково) — Райвола (Рощино) — Мустамяки (Горьковское) — Каннельярви — Лоунатйоки (Заходское) — Перкъярви (Кирилловское) — Бобочино (Каменка) — Ойнола (Луговое)- Сеппяля (Камышевка). В ходе первого этапа военных действий бойцы дивизии показывали более высокую, по сравнению с другими частями, тактическую выучку, успешно взаимодействуя с танковымим подразделениями. В середине декабря дивизия вышла к Кархульскому узлу линии Маннергейма западнее Суммы, расположившись в районе озера Куолема-ярви (Пионерское), где безуспешно пыталась прорвать оборону противника.
С финской стороны советской 7-й армии противостояла Армия «Перешеек» под командованием генерал-лейтенанта Х. Эстерона общей численностью л/с 133 000 человек с 349 полевыми и противотанковыми орудиями, 32 танками и 36 самолётами непосредственной поддержки.

30 ноября 1939 года командующий 7-й армией командарм 2-го ранга В. Ф. Яковлев располагал двумя стрелковыми и одним танковым корпусом. Корпуса должны были наступать по двум стратегически важным направлениям: выборгскому и кексгольмскому. 19-й стрелковый корпус комдива Старикова (24, 138, 70-я стрелковые дивизии, 20-я танковая бригада) наступал на Выборг. Корпус был усилен двумя гаубично-артиллерийскими полками и одним корпусным артиллерийским полком. 50-й стрелковый корпус комдива Гореленко (142-я и 90-я стрелковые дивизии, 35-я легкотанковая бригада) при поддержке двух приданных полков РГК наступал на Кякисалми.— Оболганная победа Сталина. Штурм линии Манергейма.
К началу войны с Финляндией войска (соединения и части) 8-й армии дислоцировались севернее Ладожского озера. Управление 8-й армии и армейский узел связи располагались в городе Петрозаводск. Тыловые части и армейские учреждения базировались на станциях Петрозаводск и Лодейное Поле Кировской железной дороги. В общей сложности численность войск составляла около 71 000 человек личного состава.
Битва при Суомуссалми. Сражение на Раатской дороге. 30 ноября 1939 года 163-я стрелковая дивизия под командованием комбрига Зеленцова, наступавшая из района посёлка Ухта (с 1963 года — Калевала), пересекла границу между СССР и Финляндией и стала продвигаться на юго-запад, в направлении Суомуссалми. Противостоял ей только 15-й пограничный батальон. При явном несоответствии сил финнам приходилось во многом полагаться на выучку своих бойцов.

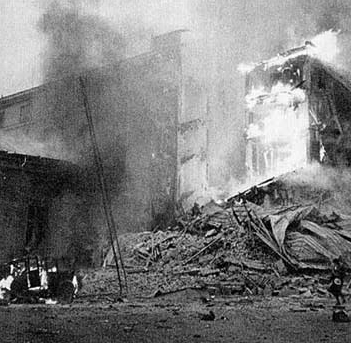
Последствия советской бомбардировки Хельсинки 30 ноября 1939 года.

Битва при Петсамо. К вечеру 30 ноября 1939 года части 14-й армии заняли западную часть полуостровов Рыбачий и Средний, и начали продвижение к Петсамо и Лиинахамари. Перед 104-й горнострелковой дивизией была поставлена задача с рубежа реки Титовка овладеть районом Луостари во взаимодействии с 95-м стрелковым полком 14-й дивизии и 58-м стрелковым полком 52-й дивизии, наступавшими с полуострова Рыбачий. После этого соединения 14-й армии должны были продвигаться на юг, чтобы содействовать наступлению 9-й армии и попытаться взять противника в клещи.
Алакуртти. 30 ноября 1939 года село было сожжено отступающими финскими войсками, жители предварительно были эвакуированы в район Салла.
Франко-британские планы боевых действий против СССР.
Великобритания с самого начала оказывала помощь Финляндии. С одной стороны, британское правительство пыталось избежать превращения СССР во врага, с другой — в нём было распространено мнение, что из-за конфликта на Балканах с СССР «придётся воевать так или иначе».